# Puya claudiae
Puya claudiae là một loài thực vật có hoa trong họ Bromeliaceae. Loài này được Ibisch, R.Vásquez & E.Gross miêu tả khoa học đầu tiên năm 1999. Chúng là loài đặc hữu của Bolivia.

## Hình ảnh

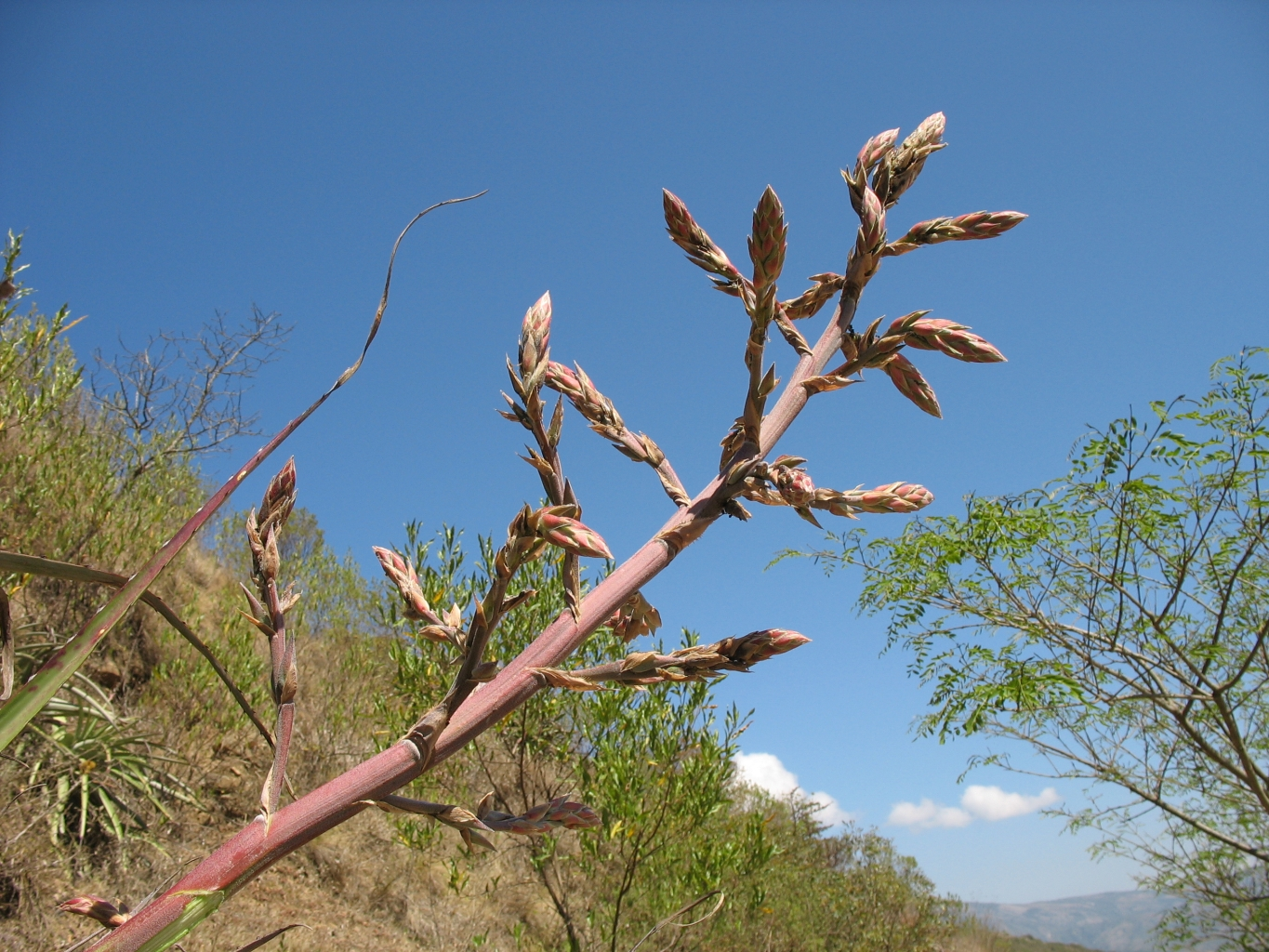
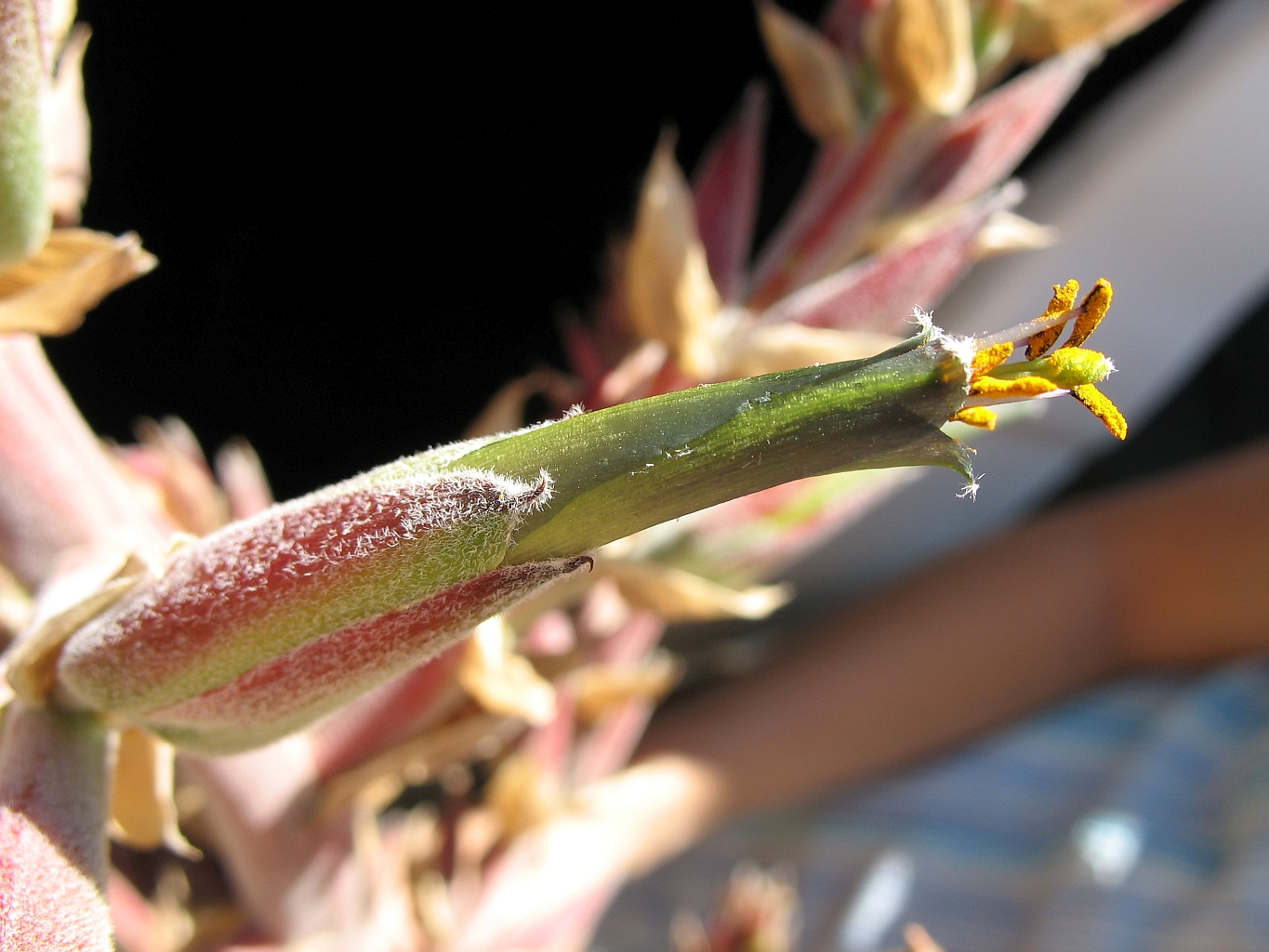
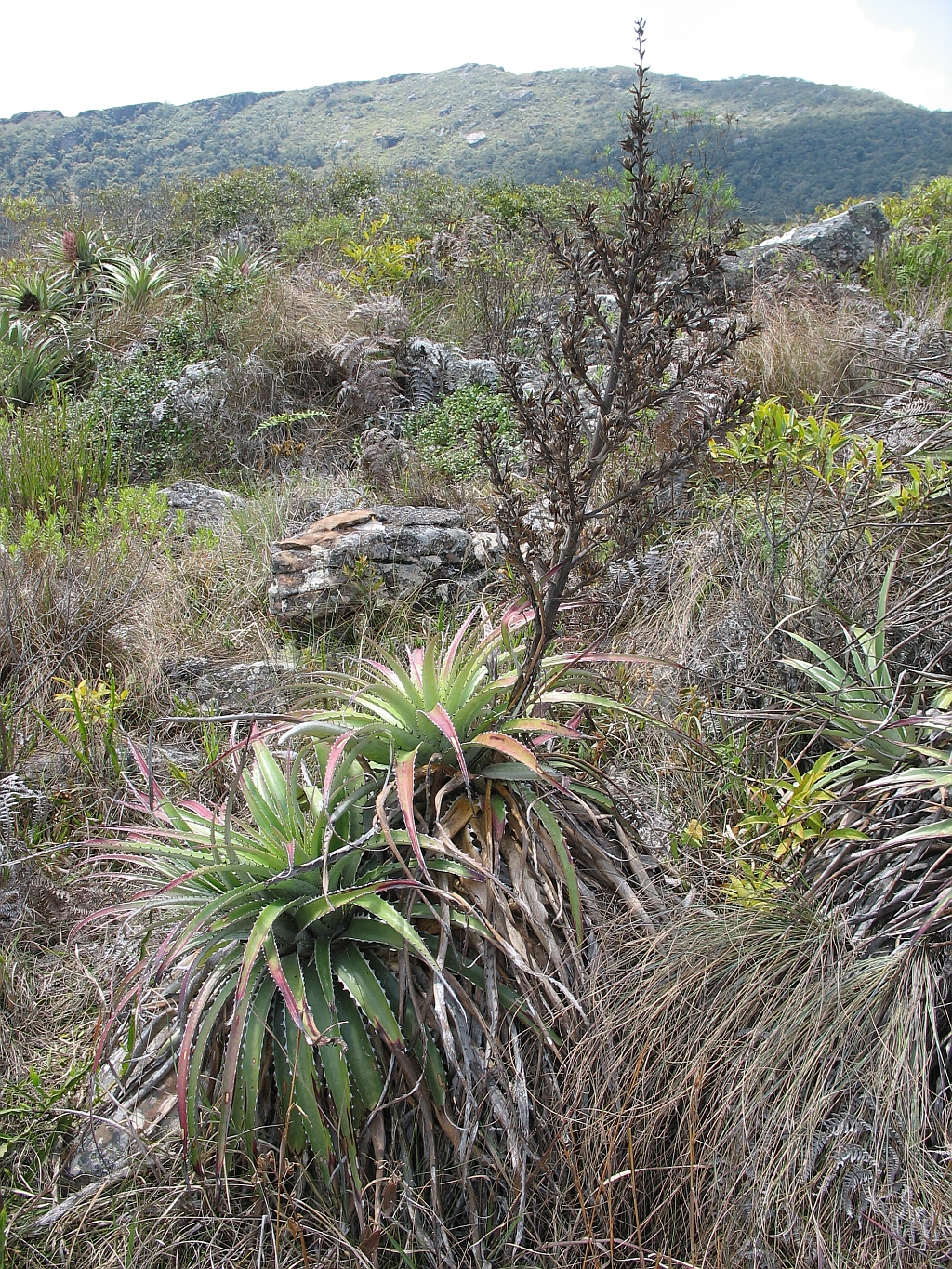